# Negra Cabezuela
Negra Cabezuela es un cultivar de higuera de tipo higo común Ficus carica, bífera de higos de color de fondo de piel amarillo verdoso con sobre color púrpura. Se cultiva principalmente en el Valle del Jerte en Extremadura.
,

## Sinonimia
- „sin sinónimos“ [5][6][7]

## Historia
El frutal esencial en varias comarcas de Extremadura y comarcas de provincias limítrofes, es la higuera. Sus nutritivos frutos eran esenciales para engordar los “guarros” que servían para alimentar a toda la familia a lo largo del año. Había que tener precaución a la hora de usar los higos como pienso, pues podían sentar mal al cerdo e incluso emborracharlo, por lo que se daban a comer mezclados con agua.
La gran variedad de higueras existente en estas comarcas responde a una estrategia ancestral, una forma de prolongar la disponibilidad de este recurso esencial en la alimentación de los cerdos. Cada día había que ir a recoger los higos, comenzando por las higueras más tempranas como las 'Cordobís' y terminando la campaña en las variedades tardías como la 'Oñigal'.
Otra manera de prolongar la disponibilidad de higos era plantar las higueras a diferentes altitudes y orientaciones en la Sierra. Así, dentro de una misma variedad, los árboles situados en zonas más bajas comenzaban antes a producir que los situados en zonas más altas o frías. De esta forma, se podía disponer de higos frescos desde julio a noviembre, completando el resto del año la alimentación de los cerdos con otros recursos, entre los que estaban también los higos secos.

## Características
La higuera 'Negra Cabezuela' es una variedad bífera de tipo higo común. Árbol de mediano desarrollo, follaje denso, hojas trilobuladas con pentalobuladas. 'Negra Cabezuela' es de producción baja de brevas y media de higos.
Las brevas 'Negra Cabezuela' son con forma de peonza de unos 93 gramos de promedio, de epidermis de color de fondo púrpura con sobre color verde amarillo. Con un ºBrix (grado de azúcar) de 20, con firmeza media, con pulpa rosa. De una calidad buena en su valoración organoléptica, son de un inicio de maduración tardío madurando en la tercera semana de junio hasta la primera de agosto. Son de producción baja, en cambio sus frutos son de tamaño grande y jugosidad aceptable.
Los higos 'Negra Cabezuela' son higos cucurbiformes de unos 34 gramos en promedio, de epidermis de color de fondo amarillo verdoso con sobre color púrpura. Con un ºBrix (grado de azúcar) de 25, con firmeza media, con color de la pulpa ámbar. De una calidad buena en su valoración organoléptica, son de un inicio de maduración medio, madurando en la primera semana de agosto hasta finales de septiembre. Son de buena producción de higos en condiciones de secano húmedo o en riego.
Aptos para higo de consumo en fresco primordialmente.

## Cultivo
'Negra Cabezuela' se cultiva mayoritariamente en el Valle del Jerte en Extremadura.